# Искандеров, Изим
Изим Искандеров (уйг. Һезим Искәндәров; 1906, Ават — 1970) — уйгурский советский поэт.
Родился в 1906 году в селе Ават Семиреченской области Российской империи. В 1928 году Искандеров закончил Среднеазиатский коммунистический университет.
В 1926 году опубликовал свои первые стихи. В 1930-е годы были изданы несколько сборников его стихов: «В волнах борьбы» («Челиш долқунлирида», 1934), «Хан Тэнри» (1935), «Уйгурская девушка» («Уйғур қизи», 1936), «Мой саз» («Сазим», 1936), «Стихи» («Шеирлири», 1937). В 1937 году был незаконно репрессирован — осуждён на 10 лет исправительно-трудовых лагерей. Позже был реабилитирован и продолжил свою литературную деятельность. Занимался переводами стихов с русского и других языков на уйгурский. В свою очередь, многие произведения Искандерова переведены на русский и казахский языки.
В 1981 году имя Изима Искандерова присвоено одной из улиц Алма-Аты.